# Riaccendi la tua lampada, Gipsy
Riaccendi la tua lampada, Gipsy è un romanzo di Liala, pubblicato per la prima volta a Milano presso l'editore Del Duca nel 1964.

## Trama
Gipsy è una ragazza che vive in una bella villa in mezzo alla natura, insieme ai genitori e alla sorella minore Diletta, anche se il padre, che è ingegnere e imprenditore, deve assentarsi spesso. Un giorno conosce un giovane uomo, carino e ricco, e se ne innamora subito. Ma trova una rivale in amore nella sorella, fisicamente molto diversa da lei: Gipsy infatti incarna la tipica bellezza mediterranea, mentre Diletta è bionda e diafana. La mamma ha sempre mostrato una preferenza per Diletta: Gipsy per questo ne soffre, e va ulteriormente in crisi il giorno in cui fa una dolorosa scoperta. Il destino però sarà infine benevolo con lei.